# Lázaro Cárdenas (estación del Metro de la Ciudad de México)
Lázaro Cárdenas es una de las estaciones que forman parte del Metro de Ciudad de México, perteneciente a la Línea 9. Se ubica en el centro de la Ciudad de México, en la alcaldía Cuauhtémoc.

## Información general
Recibe su nombre del Eje Central Lázaro Cárdenas el cual cruza el Eje 3 sur a esa altura. Lázaro Cárdenas del Río fue presidente de México de 1934 a 1940. Es famoso por ser quien expropió las compañías extranjeras que extraían el petróleo mexicano (Expropiación Petrolera). También fue el presidente que ayudó a los españoles refugiados durante la guerra civil española. El símbolo de la estación representa la silueta de Lázaro Cárdenas del Río.

## Afluencia
La siguiente tabla muestra la afluencia de la estación en los últimos 10 años:
| Afluencia Anual de Pasajeros | Afluencia Anual de Pasajeros | Afluencia Anual de Pasajeros | Afluencia Anual de Pasajeros | Afluencia Anual de Pasajeros | Afluencia Anual de Pasajeros |
| ---------------------------- | ---------------------------- | ---------------------------- | ---------------------------- | ---------------------------- | ---------------------------- |
| Año                          | Afluencia                    | A Diario                     | Ranking                      | Incremento                   | Ref.                         |
| 2023                         | 3,898,433                    | 10,680                       | 113°/195                     | +0.43%                       | [ 2 ]                        |
| 2022                         | 3,881,639                    | 10,634                       | 113°/175                     | +31.51%                      | [ 3 ]                        |
| 2021                         | 2,951,608                    | 8,086                        | 112°/195                     | +27.53%                      | [ 4 ]                        |
| 2020                         | 2,314,486                    | 6,323                        | 144°/195                     | -46.96%                      | [ 5 ]                        |
| 2019                         | 4,363,376                    | 11,954                       | 141°/195                     | -0.51%                       | [ 6 ]                        |
| 2018                         | 4,385,713                    | 12,015                       | 137°/195                     | +1.02%                       | [ 7 ]                        |
| 2017                         | 4,341,319                    | 11,894                       | 136°/195                     | -5.11%                       | [ 8 ]                        |
| 2016                         | 4,574,899                    | 12,499                       | 131°/195                     | +0.10%                       | [ 9 ]                        |
| 2015                         | 4,570,492                    | 12,521                       | 123°/195                     | +0.10%                       | [ 10 ]                       |
| 2014                         | 4,566,074                    | 12,509                       | 127°/195                     | -5.81%                       | [ 11 ]                       |

## Salidas de la estación
- Nororiente: Eje Central Lázaro Cárdenas y Eje 3 Sur Av. José Peón Contreras, Colonia Obrera.
- Suroriente: Eje Central Lázaro Cárdenas y Eje 3 Sur Av. José Peón Contreras, Colonia Algarín.
- Norponiente: Eje Central Lázaro Cárdenas y Eje 3 Sur Av. José Peón Contreras, Colonia Doctores.
- Surponiente: Eje Central Lázaro Cárdenas y Eje 3 Sur Av. José Peón Contreras, Colonia Buenos Aires.

## Sitios de interés
- Monumento al General Lázaro Cárdenas del Río sobre el Eje Central